# Erlanger Verbände- und Ehrenabkommen
Das Erlanger Verbände- und Ehrenabkommen (EVA) (zeitweise auch Rudolstädter Verbändeabkommen genannt) war ein 1921 geschlossenes Abkommen zwischen den verschiedenen studentischen Verbänden.

## Geschichte
Das Erlanger Verbände- und Ehrenabkommen fußt auf dem „Marburger Abkommen“ von 1914, das zwischen der Deutschen Burschenschaft (DB), der Deutschen Landsmannschaft (DL), dem Kösener Senioren-Convents-Verband (KSCV) und dem Vertreter-Convent der Turnerschaften (VC) geschlossen wurde.
Zehn meist kleinere Dachverbände, darunter von den waffenstudentischen nur die Deutsche Burschenschaft, der VVDSt und der Akademische Turnbund (ATB), vereinbarten am Rande des Erlanger Studententags 1921 das „Erlanger Verbände- und Ehrenabkommen“, das am 30. Juni 1921 in Kraft trat. Der Vertreter-Convent der Turnerschaften, die Deutsche Landsmannschaft, der Kösener Senioren-Convents-Verband, der Rudolstädter Senioren-Convent (RSC) und der Weinheimer Senioren-Convent (WSC) blieben ihm wegen Streitigkeiten um den Allgemeinen Deutschen Waffenring (ADW) zunächst fern. Deren Beitritt erfolgte jedoch 1922 nach Beilegung dieser Streitigkeiten und der Aufnahme der Deutschen Burschenschaft in den ADW. Am 12. November 1922 wurde das Abkommen in Rudolstadt mit geringfügigen Modifikationen neu abgeschlossen. Es umfasste zunächst 23 Korporationsverbände, sollte aber bis 1928 auf 31 anwachsen.
Das Abkommen regelte vor allem Ehrenangelegenheiten zwischen schlagenden und nichtschlagenden Dachverbänden, da letztere die Mensur und die Satisfaktion mit der Waffe ablehnten. Es führte Schiedsgerichte zur Klärung von Ehrenhändeln ein. Diese konnten jedoch auch die Satisfaktion mit der Waffe vorschlagen. Die Geschäfte wurden in alphabetischer Reihenfolge durch einen jährlich unter den Verbänden wechselnden Vorort geführt.
Am EVEA orientierten sich außerdem die Ehrenschutzabkommen, die der Allgemeine Deutsche Waffenring 1923/24 mit den Offiziersvereinigungen und Soldatenverbänden Stahlhelm, Deutscher Frontkriegerbund, Deutscher Offiziersbund, Reichsoffizierbund, Deutschvölkischer Offiziersbund, Nationalverband Deutscher Offiziere und Reichsverband Deutscher Offiziere schloss. Von da an bestand eine einheitliche Front derjenigen, die sich von Ehrenfragen in irgendeiner Weise betroffen fühlten.
Das Erlanger Verbände- und Ehrenabkommen wurde von den Aktiven der beteiligten Verbände abgeschlossen, während die Altherrenschaften daran zunächst keinen Anteil hatten. Erst 1925 wurden Gespräche mit der Deutschen Akademikerschaft (DA) aufgenommen, die für die Altherrenschaften dasselbe anstrebte, wie das Erlanger Verbände- und Ehrenabkommen für die aktiven Studenten.
1925 wurde auf Antrag der Deutschen Burschenschaft ein Amt „Sachbearbeiter für Sprachpflege im EVEA“ eingerichtet, das der Studienrat Richard Poppe (Sängerschaft Fridericiana Halle et Sängerschaft Zollern Tübingen) bis 1933 übernahm. Zusammen mit dem Deutschen Sprachverein, dem Bund für Deutsche Schrift, dem Deutschen Schutzbund und dem Verein für das Deutschtum im Ausland sollte „Sprachreinigung“ und „volkspolitische Spracherziehung“ betrieben werden. Fremdsprachlichen Tendenzen in den studentischen Verbänden sollten entgegengewirkt werden, da im Comment vorkommende lateinisch-französische Wörter wie Couleur, Charge, Demission, Kommers, Contrahage usw. eine „geistige und sprachliche Unterwanderung“ der deutschen Sprache darstellten.
Nach Differenzen zwischen waffenstudentischen und katholischen Verbänden im Zusammenhang mit der Verschärfung der gesetzlichen Bestimmungen gegen den Zweikampf mit der Waffe wurde 1926 die Würzburger Einigungserklärung vereinbart, in dem CV und KV einerseits und die waffenstudentischen Verbände andererseits ihre bisherigen Misshelligkeiten als erledigt betrachteten.
Das Erlanger Verbändeabkommen wurde am 5. August 1933 auf dem Studententag in Aachen außer Kraft gesetzt und 1934 liquidiert. Die Aufgaben des EVEA sollten nun von der Deutschen Studentenschaft übernommen werden. Das Ehrenabkommen blieb für die Regelung von Ehrenangelegenheiten zwischen Angehörigen waffenstudentischer und nichtwaffenstudentischer Korporationen vorläufig weiter maßgeblich. Nach dem Zweiten Weltkrieg lebte es im Convent Deutscher Korporationsverbände und im Convent Deutscher Akademikerverbände fort.